# Kwasy hydroksamowe

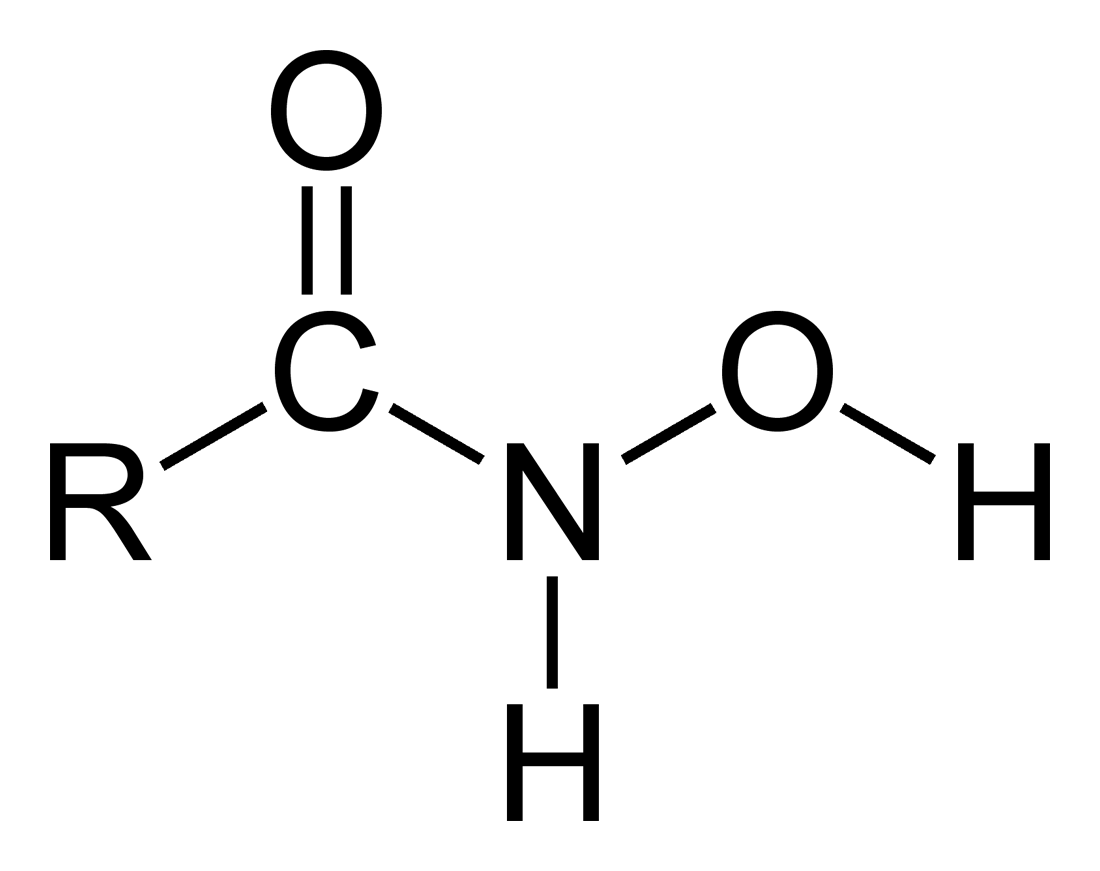
Wzór ogólny kwasów hydrokasmowych

Kwasy hydroksamowe (N-hydroksyamidy) – grupa organicznych związków chemicznych o wzorze ogólnym RC(=O)NHOH, pochodne kwasów karboksylowych, w których grupa hydroksylowa (−OH) zastąpiona została resztą hydroksyloaminy (−NHOH).
Kwasy hydroksamowe występują w dwóch formach tautomerycznych: RC(=O)-NH-OH ⇌ RC(OH)=N-OH.

Do kwasów hydroksyamowych zaliczane są często także ich N-podstawione pochodne o wzorze ogólnym RC(=O)NR′OH, np. kwasy N-arylohydroksamowe.